# T Тельця
T Тельця — змінна зоря у сузір'ї Тельця, прототип змінних зір типу T Тельця.

## Опис та розташування
Зорю відкрито в жовтні 1852 року Джоном Расселом Гайндом. Із Землі Т Тельця виглядає частиною зоряного скупчення Гіади, вона розташована неподалік від зорі Епсилон Тельця; однак насправді вона віддалена від неї на 420 світлових років та не була утворена разом із зорями цього скупчення.
Як і всі зорі Т Тельця, вона дуже молода, їй усього один мільйон років. Її відстань від Землі становить близько 460 світлових років, а її видима зоряна величина непередбачувано змінюється від 9,3m до 14m.
Зоряна система Т Тельця складається принаймні з трьох зір, з яких лише одна видима в оптичному діапазоні; інші дві випромінюють в інфрачервоному діапазоні, а одна з них випромінює й радіохвилі. Спостереження радіотелескопа Very Large Array показали, що молода зоря (власне «зоря типу Т Тельця») драматично змінила свою орбіту після близької взаємодії з однією з інших компонентів системи та могла були викинута з системи взагалі.
Фізично неподалік від зорі розташована відбивна туманність NGC 1555, також відома як «Туманність Гайнда» або «Змінна туманність Гайнда», оскільки ця туманність підсвічується Т Тельця і тому також змінює яскравість. Туманність NGC 1554 також асоціювалась з Т Тельця і спостерігалась 1868 року О. В. Струве, однак невдовзі зникла (а може ніколи й не існувала); вона також відома як «Загублена туманність Струве».
З туманністю Гайнда або навіть із системою Т Тельця асоціюється й розташований там об'єкт Хербіга-Аро.

## Вітер Т Тельця
Так званий вітер Т Тельця — різновид зоряного вітру, властивий молодим зорям Т Тельця на цій стадії їх еволюції - після стадії акреції при уповільненні речовини, що обертається в туманності навколо протозорі, та до запалення водню, який був захоплений нею.
Протозоря — це щільніша частина (ядро) туманності, яка загалом має масу близько 104 мас Сонця у вигляді газу та пилу, що стискається (колапсує) під дією власної гравітації та продовжує притягувати речовину. Спочатку ядро протозорі має лише близько 1% своєї остаточної маси, однак оболонка протозорі продовжує зростати в міру акреції притягуваної речовини. Після декількох мільйонів років, в ядрі протозорі починається термоядерний синтез, наслідком якого є потужний зоряний вітер, що зупиняє подальше падіння речовини на молоду зорю. Вважається, що з цього часу протозоря перетворюється на молоду зорю, оскільки її маса та шлях подальшої еволюції визначено.